# フルスイング (テレビドラマ)
『土曜ドラマ・フルスイング』（どようドラマ・フルスイング）は、2008年1月19日から2月23日までの毎週土曜日に、NHK総合テレビジョンとBSハイビジョンで放送されていた日本のテレビドラマ。全6話。主演は高橋克実で、自身の連続ドラマ初主演作品となる。また、同年12月23日～25日までNHK総合テレビにてアンコール版が放送された（1日2話分放送され、1本目放送後に、本放送終了後に新たに取材した素材を中心にして構成されたドキュメンタリーが放送された）。
第34回放送文化基金賞のテレビドラマ部門を受賞した。また本作の演技が評価され、主演の高橋克実がギャラクシー賞2008年2月度月間賞を受賞した。

## 放送時間
- 総合テレビ 21:00 - 21:58（JST）
- BSハイビジョン 18:00 - 18:58（JST）

## ストーリー
2002年秋、プロ野球の打撃コーチをつとめていた58歳の高林導宏は、いきなり所属球団から契約打ち切りを通告され、心機一転教育実習生として九州の桜台高校に赴く。そして翌年、正式に教師として赴任するのだが…。プロ野球の名コーチから高校教師に転身した高畠導宏の実話をドラマ化。

## 登場人物・キャスト
主人公とその家族
- 高林導宏：高橋克実 - プロ野球の打撃コーチとして多くの選手を育ててきたが58歳にして高校教師に転職。福岡県の桜台高校に現代社会の教師として単身赴任する。一人称は「わし」で岡山弁を話す。膵臓癌を患い、卒業式で生徒を送り出した後、病死。死後、学校葬が営まれたところでドラマは終了する。
- 高林路子（ナレーション）：伊藤蘭 - 導宏の妻。夫婦仲がよく福岡の下宿先をいきなり訪れ導宏を驚かすことも。
- 高林公平：川口翔平 - 導宏の息子で中学生。野球をしているが、将来の夢は鉄道ダイヤのスジ屋だった。

同僚教師・職員たち
- 時任あや：吹石一恵 - 同僚の現代国語教師で女子剣道部顧問。導宏が副担任を務めるクラスの担任。女子剣道の全日本チャンピオン。田辺が故障したことがきっかけで一時悩み、顧問を辞めることまで考える。
- 阿部一球：萩原聖人[1] - 桜台高校野球部監督。導宏の監督就任の話が持ち上がった時は導宏と対立し、そのまま身をひくことまで考える。

萩原は、アンコール版で放送されたドキュメンタリーのナレーションも担当した。
- 若松裕：斎藤工 - 新任のイケメン現国教師。導宏とともに教育実習を受けた後、桜台高校に赴任。あやの事が気になっている。
- 太田三郎：塚本晋也 - 同僚の英語教師で書道部顧問。教育実習中の導宏を最初に昼食に誘う。水沢から流暢な英語で質問を何度も受け、それがもとで一時登校拒否の状態に陥ってしまう。
- 徳田マキエ：大島蓉子 - 桜台高校の事務員。導宏の理解者。
- 阿部佐和子：黒谷友香 - 一球の妻。弁当屋勤務。
- 鮫島あきら：本田博太郎 - 桜台高校教頭でブラスバンド部の顧問。生徒募集のためのPRを常に第一義に考えている。若干「お調子者」。
- 新垣一馬：小林克也 - 桜台高校校長。異色のキャリアをもつ導宏に期待している。
- 天童誠一郎：里見浩太朗 - 同僚のベテラン現社教師。高林の教育実習を指導する。あだ名は「漬物石」。現実主義的。3月をもって高校教師を辞め、幼稚園の園長になる。
- 事務員：飛鳥井みや、林侑香

生徒たち
- 森和人：久野雅弘 - 桜台高校の生徒。両親が蒸発したことからかつてはクラスで口を利くことがなかったが、高林とふれあううちに徐々に心を開き、高林を親のように慕うようになる。将来の夢はカメラマン。
- 田辺詩織：徳永えり - 桜台高校の生徒、女子剣道部のエース。練習中に手を痛めてしまう。将来の夢は警察官。
- 水沢ありさ：落合恭子 -  桜台高校の生徒。ニューヨーク生まれの帰国子女で、将来の夢は通訳。日米の風習の違いに対する悩みから流暢な英語で太田への質問を何度も行ない、ついには日本語を話すことを拒否し始めてしまう。
- 木本明美：岡本奈月 -  桜台高校の生徒。
- 佐伯悠：佐野和真 -  桜台高校の生徒。将来の夢はJリーガー。推薦で大学進学が決まっていた。
- 中村敏正：井筒太一 -  桜台高校の生徒。野球部で、左翼手。高林の監督就任の噂を聞き、反発する。将来の夢はプロ野球選手。
- 中村宗正：森聖矢 - 中村敏正の弟。
- 柴田修斗：矢崎広 - 桜台高校の生徒。将来の夢はミュージシャン。
- 工藤あつし：淺井孝行 - 桜台高校の生徒。将来の夢は大工。
- 生徒：中野真渡嘉 - 桜台高校の生徒。女子剣道部主将。
- 生徒：近江麻衣子 - 桜台高校の生徒。女子剣道部。
- 生徒：池田愛 - 桜台高校の生徒。
- 生徒：内田明 - 桜台高校の生徒。

その他
- 佐久間吾郎：神山繁 - 第2グラウンドを探していた高林に、土地を貸してくれるよう頼まれる。
- 太田涼子：渡辺真起子 - 太田の妻。
- サッカー部監督：水内猛 - 京南大学サッカー部監督。
- 少年野球監督：中根徹 - 公平が所属するチームの監督。

## スタッフ
- 原案 - 門田隆将『甲子園への遺言～高畠導宏の生涯』（講談社刊）
- 脚本 - 森下直・関えり香・さわだみきお
- 音楽 - おかもとだいすけ
- 主題歌 - 夏川りみ「あの花のように」
- 野球指導 - 武藤一邦（当時成城大学硬式野球部コーチ…元プロ野球ロッテオリオンズ外野手）

## サブタイトル
- 毎回、ストーリーの中で高林がノートに書き付けた言葉（実際の高畠のノートがもとになっている）がクローズアップされ、その回のテーマとなっている。
- 各話の冒頭で、高畠と縁のあるプロ野球関係者のインタビューが挿入されていた。

| 各話             | 放送日        | サブタイトル   | インタビュー出演                      | 高林の言葉                 | 視聴率 |
| ---------------- | ------------- | -------------- | ------------------------------------- | -------------------------- | ------ |
| 第1話            | 2008年1月19日 | 再びの、夢     | 長嶋一茂、小久保裕紀 田淵幸一、田口壮 | 大きな耳 小さな口 優しい目 | 12.8%  |
| 第2話            | 2008年1月26日 | 逃げない       | 田淵幸一、サブロー 小久保裕紀         | 才能とは 逃げださないこと  | 09.0%  |
| 第3話            | 2008年2月2日  | 本気になる     | 小久保裕紀、サブロー 西村徳文         | 大丈夫 それでいい          | 11.4%  |
| 第4話            | 2008年2月9日  | キャッチ       | 長嶋一茂、田淵幸一 サブロー           | 相手の目を よく見て        | 14.1%  |
| 第5話            | 2008年2月16日 | 先生のセンセイ | 田口壮                                | 啐啄同機                   | 10.7%  |
| 第6話 （最終回） | 2008年2月23日 | 最後の授業     | サブロー、小久保裕紀                  | 氣力                       | 11.9%  |
| 平均視聴率11.7%  |               |                |                                       |                            |        |

## 備考
- モデルとなっている高畠導宏は元プロ野球選手で、1972年に29歳で現役引退した直後から約30年間にわたり選手育成に努めた名打撃コーチ。1998年より大学の通信課程で学び教員免許を取得、59歳になった2003年春より福岡県太宰府市の筑紫台高校に赴任した。設定同様に膵臓がんで死去している。高畠のプロ野球時代の実績については高畠導宏の項を参照のこと。
- 現実の高畠は教師に転身するため自ら球団（千葉ロッテマリーンズ）を辞職しているが、ドラマでは所属球団（横浜スタジアムが本拠地の架空チーム）からの解雇をきっかけに転職を決意するという設定になっている。
- モデルの高畠は左打者だったが、高林は右打者という設定となっている。
- 高林が赴任する「桜台高校」は、高畠が実際に赴任した筑紫台高校がモデルとなっている（同校でもロケが実際に行われた）。筑紫台高校の所在地は太宰府市だが、その隣の筑紫野市に、桜台という町および桜台駅という駅が実在する。
- ドラマの設定上は福岡県内の架空の高校のため、本来高畠が赴任した高校のある太宰府市にない海の風景が映像に度々登場する。町並みの遠景や、学校以外の屋外シーンについては、太宰府市ではなく北九州市の若戸大橋付近の洞海湾周辺や関門橋付近などで撮影された。正門付近は福岡県立若松高校で撮影された。
- 福岡局は2002年から、単発の『福岡発地域ドラマ』を制作・放送している。2007年度は制作されなかったが、その代替の意味合いも含まれており、同局スタッフも制作に間接的に関与している。
- 高林役の高橋克実と、田辺詩織役の徳永えりは、映画「フラガール」で父親役と娘役として共演したことがあり、本作では副担任と生徒の役で再び共演することとなった。その後2012年度上半期の連続テレビ小説「梅ちゃん先生」でも共演をした。
- 時任あや役の吹石一恵の父（吹石徳一）は、かつて大阪近鉄バファローズ選手・コーチであった時期にプロ野球時代の高畠と面識があった。
- 高橋が撮影開始の挨拶の為、筑紫台高等学校を訪れた際、高畠と印象が重なったことから、校長や教員の一部が涙したという。